# Masdevallia misasii
Masdevallia misasii är en orkidéart som beskrevs av Lothar Alfred Braas. Masdevallia misasii ingår i släktet Masdevallia och familjen orkidéer. Inga underarter finns listade i Catalogue of Life.